# Christophe Ponsson
Christophe Ponsson (Lyon, 23 december 1995) is een Frans motorcoureur.

## Carrière
Ponsson maakte in 2011 zijn debuut in de Europese Superstock 600 en stapte in 2013 over naar de FIM Superstock 1000 Cup. In het laatste kampioenschap werd hij op een Kawasaki vijftiende in de eindstand met 22 punten en een tiende plaats op Silverstone als beste resultaat. In 2014 reed hij de tweede seizoenshelft van het Brits kampioenschap superbike op een Bimota, maar met een zeventiende plaats op het TT-Circuit Assen als beste klassering scoorde hij geen punten.
In 2015 maakte Ponsson zijn debuut in het wereldkampioenschap superbike op een Kawasaki. Hij begon het seizoen bij het Grillini SBK Team, maar na vier raceweekenden stapte hij over naar het eveneens met Kawasaki-motoren rijdende Team Pedercini. Met een elfde plaats in de seizoensfinale op het Losail International Circuit als beste resultaat werd hij 22e in het klassement met 18 punten.
In 2016 keerde Ponsson terug in de FIM Superstock 1000 Cup, waarin hij opnieuw op een Kawasaki reed. Na vijf van de acht races, waarin zijn beste klasseringen drie veertiende plaatsen waren, verliet hij het kampioenschap en werd uiteindelijk 29e in het klassement met 6 punten. Hierna nam hij deel aan zowel het Frans als het Spaans kampioenschap superbike.
In 2018 maakte Ponsson verrassend zijn debuut in de MotoGP-klasse van het wereldkampioenschap wegrace als vervanger van de geblesseerde Esteve Rabat bij het team Reale Avintia Racing op een Ducati tijdens de race in San Marino. Hij eindigde de race op de 23e en laatste plaats als de enige coureur die op een ronde achterstand finishte.